# Bar (Corrèze)
Bar is een gemeente in het Franse departement Corrèze (regio Nouvelle-Aquitaine) en telt 315 inwoners (1999). De oppervlakte bedraagt 20,82 km², de bevolkingsdichtheid is 15 inwoners per km².

## Demografie
Onderstaande figuur toont het verloop van het inwonertal (bron: INSEE-tellingen).

1. ↑  Populations de référence 2022.